# Potarita
La potarita és un mineral de la classe dels elements natius. Rel el seu nom del riu Potaro (Guyana), la seva localitat tipus.

## Característiques
La potarita és un aliatge de mercuri i pal·ladi, una amalgama de fórmula química PdHg. Cristal·litza en el sistema tetragonal. Es troba en forma de petits grans o palletes, de fins a 1 cm, que mostren punts octaèdrics, i que tenen una estructura fibrosa o lleugerament divergent. La seva duresa a l'escala de Mohs és 3,5.
Segons la classificació de Nickel-Strunz, la weishanita pertany a «01.AD - Metalls i aliatges de metalls, família del mercuri i amalgames» juntament amb els següents minerals: mercuri, belendorffita, kolimita, eugenita, luanheïta, moschellandsbergita, paraschachnerita, schachnerita, weishanita, amalgames d'or i altmarkita.

## Formació i jaciments
Sol trobar-se en placers, associada a minerals de platí, juntament també amb or i diamants; també en cromitites i dunites ultramàfiques. Va ser descoberta l'any 1925 a la cascada Kaieteur, al riu Potaro, dins del districte de Kangaruma (Potaro-Siparuni, Guyana).